# 蘇皮亞 (卡爾達斯省)
蘇皮亞是哥倫比亞的城鎮，位於該國西部，由卡爾達斯省負責管轄，距離首府馬尼薩萊斯77公里，始建於1540年，面積122平方公里，海拔高度1,183米，2005年人口24,072。
5°28′N 75°39′W / 5.467°N 75.650°W